# Вілбур Сковілл
Вілбур Лінкольн Сковілл (Wilbur Lincoln Scoville) (22 січня 1865 — 10 березня 1942) був Американським фармацевтом, більш відомим за створення «Органолептичного тесту Сковілла», тепер стандартизованого як Шкала Сковілла.
Він розробив тест і шкалу у 1912 році під час роботи у фармацевтичній компанії Parke-Davis для вимірювання пекучості, «пряності» або «гарячості», різних видів перцю чилі.

## Біографія
Сковілл народився у Бріджпорті, Коннектикут. Одружився 01.09.1891 з Cora B. Upham у Воластоні (Квінсі (Массачусетс)). Вони мали двох дітей: Amy Augusta (нар.21.08.1892), Ruth Upham (нар.21.10.1897).
Сковілл написав працю «Мистецтво сполук», яка вперше була опублікована в 1895 році і пройшла принаймні, 8 видань. Книга була використана як фармакологічне посилання аж до 1960-х років. Сковілл також написав «Екстракти та парфумерія», в якій міститься сотні рецептур. Якийсь час він був професором в Массачусетському коледжі фармації та охорони здоров'я. У 1912 році він розробив тест і шкалу, відому як «Органолептичний тест Сковілла» під час роботи у фармацевтичній компанії Parke-Davis. Він вимірює пекучість, або «пряність», різних видів перцю чилі. В даний час він стандартизований як Шкала Сковілла.
У 1922 році, Сковілл отримав премію Еберта від Американської Фармацевтичної Асоціації, а у 1929 він отримав Почесну медаль Ремінгтона. Сковілл також отримав почесний ступінь доктора наук в Колумбійському університеті у 1929 році.

## Нагороди
Він отримав нагороди від Американської Фармацевтичної Асоціації (American Pharmaceutical Association (APhA)):
- 1922 — Премія Еберта, дана за «… визнання автора найкращої доповіді оригінального дослідження лікарської речовини …»
- 1929 — Почесна медаль Ремігтона, Вища нагорода APhA.